# Asarum curvistigma
Asarum curvistigma är en piprankeväxtart som beskrevs av Maekawa. Asarum curvistigma ingår i släktet hasselörter, och familjen piprankeväxter. Inga underarter finns listade i Catalogue of Life.